# Джуно (гора)
Джуно (англ. Mount Juneau) — гора в Юго-Восточной Аляске, США.
Высота над уровнем моря — 1090 м. Гора расположена восточнее города Джуно, являясь массивом в Пограничных хребтах, ограждающих столицу Аляски от холодных масс зимой. На горе выпадает в три раза больше осадков, чем в городе.
Склоны Джуно покрыты тайгой, на вершине же большую часть года лежит снег. Зимой высокий уровень вероятности схода лавин.
Современное название вершины упоминается в 1888 году. В конце XIX века также гора была известна как Gold Mountain (Золотая гора) и Bald Mountain (Лысая).
Возхождение на вершину Джуно довольно популярно, хотя и весьма опасно в дождливую и снежную погоду. В 1976 году предлагалось построить канатную дорогу, но планы не были воплощены.